# フレデリク・ルクレール
フレデリク・ルクレール（Frédéric Leclercq、1978年6月23日 - ）は、フランス・シャルルヴィル＝メジエール出身のヘヴィメタルベーシスト、ギタリスト、ヴォーカリスト。現在はMaladaptiveのヴォーカリスト。愛称はフレッド。

## 概要
2005年よりエイドリアン・ランバートの後任ドラゴンフォースのベーシストとして加入。2019年8月14日、ベーシストとして在籍していたドラゴンフォースからの脱退が発表され、9月にクリーターへの加入が発表された。
2020年11月27日、Mary's BloodのSAKIとのプロジェクト『AMAHIRU』のデビューアルバム「AMAHIRU」が発売された。

## 人物
- 日本語では、「フレデリク・ルクレルク」と表記されることもある[4][5]。
- ベース以外にもキーボード、ギターの演奏ができるマルチプレイヤーである。また、ボーカルを執ることもある。セッションミュージシャンとしてさまざまなバンドと共演している。有名なものとしては、フランスのパワーメタルバンドヘヴンリーやCarnival in Coalでの活動がある。
- ドラゴンフォースの公式サイトによると、母国語のフランス語だけでなく、英語、ドイツ語を話すことができる。
- 影響を受けたミュージシャンはウリ・ジョン・ロート、マーティ・フリードマン、エイドリアン・スミスなど。またクリフ・リチャードの大ファンである。
- 日本の漫画、アニメ、ゲーム事情にも詳しく、幼少期に見ていたドロテ司会の番組『クラブ・ドロテ』の影響が大きいと語っている[6]。

## 活動した主なバンド
- Militia (メタリカカヴァーバンド) 1993年
- The Gust (Heavy Metal) 1993年-1994年
- Hors Normes (フュージョン) 1994年-1996年; 2000年;
- Memoria (ブラックメタル) 1997年-1999年; 2000年-2001年;
- Jack' O Lantern (ハードロック) 1999年;
- Bad Looser (ハードロックカヴァーバンド) 2000年-2001年;
- Heavenly (ユーロスピードメタル) 2000年-2004年;
- Suxeed (ヘヴィメタル) 2004年;
- Egoine (ハードロック) 2003年- ;
- Sunny MC Bacon (グラムロック) 2002年- ;
- Un-named(Intimist Music) 2003年- ;
- Rock Sympho Music (オーケストラ共演のロックカヴァーバンド) 2004年;
- Sudel's Project (プログレッシヴ・ロック) 2005年-